# میلویل (کالیفرنیا)
میلویل (به انگلیسی: Millville) یک منطقهٔ مسکونی در ایالات متحده آمریکا است که در شهرستان شاستا، کالیفرنیا واقع شده‌است. میلویل ۲۱٫۲۷۲ کیلومتر مربع مساحت و ۷۲۷ نفر جمعیت دارد و ۱۵۷ متر بالاتر از سطح دریا واقع شده‌است.